# Жатай
Жата́й (на руски: Жатай; на якутски: Жатай) е селище от градски тип в Якутия, Русия. Разположено е на брега на река Лена, на около 15 km северно от Якутск. Административен център е на градски окръг Жатай. Към 2016 г. населението му наброява 9196 души.

## История
Първите сведения за селището датират от 1920-те години, когато тук са създадени совхози за зърно, месо и млечни продукти. През 1948 г. Жатай получава статут на селище от градски тип. По това време то вече разполага с нефтена база и кораборемонтен завод. Градски окръг Жатай е създаден през 2004 г.

## Население
| 1959 | 1970 | 1979 | 1989 | 2002 | 2009 | 2010 |
| ---- | ---- | ---- | ---- | ---- | ---- | ---- |
| 4456 | 5524 | 7073 | 8152 | 8405 | 9164 | 9504 |
| 2011 | 2012 | 2013 | 2014 | 2015 | 2016 |      |
| 9511 | 9607 | 9589 | 9432 | 9290 | 9196 |      |

## Икономика
Основата на икономиката е положена от корабостроителния завод и нефтената база. Жатай е важно речно пристанище на р. Лена.